# Hirebudihal, Badami
Hirebudihal là một làng thuộc tehsil Badami, huyện Bagalkot, bang Karnataka, Ấn Độ.